# Simulium bulbosum
Simulium bulbosum är en tvåvingeart som beskrevs av Lewis 1973. Simulium bulbosum ingår i släktet Simulium och familjen knott.
Artens utbredningsområde är Pakistan. Inga underarter finns listade i Catalogue of Life.